# Chondrosia debilis
Chondrosia debilis är en svampdjursart som beskrevs av Thiele 1899. Chondrosia debilis ingår i släktet Chondrosia och familjen Chondrillidae. Inga underarter finns listade i Catalogue of Life.